# Powell, Ohio
Powell là một thành phố thuộc quận Delaware, tiểu bang Ohio, Hoa Kỳ. Năm 2010, dân số của thành phố này là 11500 người.

## Dân số
- Dân số năm 2000: 6247 người.
- Dân số năm 2010: 11500 người.